# Eunice donathi
Eunice donathi är en ringmaskart som beskrevs av Carrera-Parras och Salazar-Vallejo 1998. Eunice donathi ingår i släktet Eunice och familjen Eunicidae. Inga underarter finns listade i Catalogue of Life.